# Koidula (Saaremaa)
Koidula is een plaats in de Estlandse gemeente Saaremaa, provincie Saaremaa. De plaats heeft de status van dorp (Estisch: küla).
Tot in december 2014 behoorde Koidula tot de gemeente Kaarma, tot in oktober 2017 tot de gemeente Lääne-Saare en sindsdien tot de fusiegemeente Saaremaa.

## Bevolking
Het dorp had 55 inwoners op 31 december 2011 en 44 inwoners op 31 december 2021.

## Geschiedenis
Koidula, vernoemd naar de dichteres Lydia Koidula, ontstond in de vroege jaren twintig van de 20e eeuw op het voormalige landgoed van Eikla en kreeg zijn naam in 1925. Het houten landhuis van het landgoed Eikla, gebouwd in het midden van de 19e eeuw, is in particuliere handen en ligt op het grondgebied van Koidula.
In 1977 werden Koidula en Kaubi samengevoegd tot één dorp Eikla. In 1997 werd Eikla opgesplitst in drie dorpen: Koidula, Kaubi en Eikla.